# Worms Armageddon
Worms Armageddon è un videogioco strategico a turni in 2D sviluppato da Team17 Digital Ltd. e pubblicato da MicroProse Software, Inc. nel 1999-2000 per Dreamcast, Game Boy Color, Nintendo 64, PlayStation e Microsoft Windows. Fa parte della serie videoludica Worms ed è il successore di Worms 2.
Il motore grafico è lo stesso del predecessore, ma vengono introdotte nuove armi e attrezzature. Molte personalizzazioni di Worms 2, come l'editor avanzato di schemi, sono state rimosse, al fine di ottenere un'interfaccia più semplice ed intuitiva.
Inoltre è stata modificata la fisica legata alla Corda Ninja, creando così innumerevoli possibilità d'utilizzo e dando origine a nuove modalità di gioco.
Per la prima volta viene inserito un corposo comparto online chiamato WormNET, che nei primi anni richiedeva la registrazione e suddivideva i giocatori in leghe e gradi.
Problemi legati al furto digitale di identità, costrinsero Team17 a eliminare tali funzioni dalla modalità in rete. In seguito, tramite aggiornamenti, il problema venne risolto e i gradi ripristinati.
Team17 annunciò per scherzo anche una versione del gioco per lo ZX Spectrum, computer che era obsoleto già da molto tempo, e alcune testate ci credettero.

## Modalità di gioco
Come nei capitoli precedenti, l'obiettivo di base è uccidere tutti i vermi (worms) avversari. Ciascun giocatore ha a disposizione una squadra di vermi (che può personalizzare sotto molti aspetti, tra cui nome, voce, bandiera, ecc.): vince il gioco la squadra di vermi che riesce a uccidere tutte le altre, rimanendo l'unica sul campo. Si può giocare una campagna di 33 missioni predefinite per giocatore singolo, che possono avere obiettivi particolari e richiedere strategie particolari, missioni di allenamento, o partite singole.
Le partite possono ospitare fino a 6 giocatori umani o controllati dal computer, che possono far parte di alleanze in qualunque combinazione, con un massimo di 8 vermi per team. Molti parametri di gioco sono impostabili selezionando uno schema tra quelli predefiniti o completamente personalizzati.
Oltre allo stile classico del gioco, definito deathmatch, vi sono anche alcune varianti. Tra queste, molte implicano l'uso della corda come requisito essenziale.
Le sfide avvengono su mappe bidimensionali, che possono essere chiuse (ad esempio si tratta di caverne, e in questo caso gli attacchi aerei non sono utilizzabili) o aperte. L'intero ambiente di gioco è completamente distruttibile dalle armi e circondato dall'acqua, presente anche nella parte bassa dello schermo al di sotto del terreno: distruggendolo è quindi possibile raggiungere l'acqua sottostante. Tale elemento è letale per i vermi e, se vi cascano, affogano immediatamente. Ogni verme ha un certo numero iniziale di punti vita, che può variare a seconda dello schema (il valore standard è di 100) ed è diminuito proporzionalmente ai danni provocati dalle armi o dalle cadute. Ogni giocatore al proprio turno può muovere in tempo reale uno dei propri vermi e può usufruire di un arsenale, anch'esso variabile a seconda dello schema in uso, che comprende le armi e gli strumenti in dotazione alla squadra. Si passa dalle semplici pistole, alle fantasiose pecore kamikaze imbottite di esplosivo. Durante la partita possono anche cadere delle casse (la percentuale di caduta è a discrezione dell'utente), contenenti oggetti, punti vita aggiuntivi o abilità strategicamente utili.
Quando un giocatore prevale su tutti gli altri vince un round. Ma se la conclusione di una partita non avviene entro un certo tempo (personalizzabile), viene provocata la Morte improvvisa. Essa può consistere in un graduale aumento del livello dell'acqua, una diminuzione della vita dei vermi o lo scatenarsi di un'arma particolarmente potente e distruttiva (come il Test nucleare indiano). Per assicurarsi la vittoria assoluta di un match, a seconda dello schema scelto può essere necessario vincere più di un round.